# ВВС 38-й армии
Военно-воздушные силы 38-й армии (ВВС 38-й армии) — оперативное соединение времен Великой Отечественной войны, созданное для поддержки сухопутных войск в начале войны на базе 75-й авиационной дивизии.

## Наименование
- Военно-воздушные силы 38-й армии
- ВВС 38-й армии

## История
Управление ВВС 38-й армии сформировано 02 февраля 1942 года Приказом НКО СССР на базе 75-й смешанной авиационной дивизии. Ввиду не оправдавшей себя структуры, соединявшей виды вооруженных сил в одно оперативное соединение, ГКО СССР принято решение о возвращении к прежней системе управления ВВС.

## Переформирование
В июне 1942 года на базе Управления ВВС 38-й армии на основе приказа НКО № 00119 от 9 июня 1942 года была сформирована 271-я ночная бомбардировочная авиационная дивизия, которая вошла в состав действующей армии с 13 июня 1942 года.

## Командующий
- комбриг (с 09.11.1941 года — генерал-майор авиации) Златоцветов, Авраам Ефимович[2], период нахождения в должности: с 09.1941 года по 01 июля 1942 года

### Заместитель командующего
- полковник Павел Осипович Кузнецов[3] 02.02.42 — 01.06.1942 г.

## Состав ВВС 38-й армии
- 75-я смешанная авиационная дивизия (75 сад) 12.41 — 02.02.42
- 164-й истребительный авиационный полк (164-й иап) 02.02.42 — 05.07.42
- 230-й бомбардировочный авиационный полк (230-й сбап) 02.02.42 — 23.04.42
- 282-й истребительный авиационный полк (282-й иап) 02.02.42 — ?
- 512-й истребительный авиационный полк (512-й иап) 31.05.1942 г. — 19.06.1942 г.
- 598-й ночной бомбардировочный авиационный полк (598-й нбап) 04.42 — ?
- 619-й ночной бомбардировочный авиационный полк (619-й нбап) 03.42 — 04.42
- 826-й ближнебомбардировочный авиационный полк (826-й ббап) 26.05.42 — 14.07.42

## Участие в операциях и битвах
- Барвенково-Лозовская операция — c 18 января 1942 года по 31 января 1942 года
- Харьковская операция — с 12 мая 1942 года по 25 мая 1942 года

## Эпизоды Боевых действий ВВС 38-й армии
- 11 мая 1942 года. Удар по аэродрому Харьков-Центральный
- 12 мая 1942 года. Действия истребителей ЮЗФ
- 13 мая 1942 года. Действия истребителей ЮЗФ
- 15 мая 1942 года. Действия истребителей ЮЗФ